# Joachim
Joachim er et drengenavn, der kommer fra hebraisk, hvor det betyder "Jahve opretter" eller "Jahve oprejser". Varianter af navnet omfatter Joakim, Joacim, Jokum og Jochum. I alt 3.102 personer havde et af de disse navne i 2001 ifølge Danmarks Statistik. 
Navnet kendes i flere varianter fra den jødisk/kristne verden:
- Portugisisk: Joaquim
- Spansk: Joaquín
- Tysk: Jochen

Navnet Kim (navn) er også udledt af Joakim. Udover dette er en variant af Joachim i visse kulturer et herskernavn, hvor det gives videre fra høvding til søn.

## Kendte personer med navnet
- Prins Joachim, dansk prins og søn af Margrethe 2.
- Joachim Boldsen, dansk håndboldspiller.
- Joachim Fest, tysk historiker.
- Joakim Garff, dansk forfatter.
- Joachim B. Olsen, dansk kuglestøder.
- Joaquin Phoenix, amerikansk skuespiller.
- Joachim von Ribbentrop, tysk nazileder.
- Jochen Rindt, østrigsk racerkører.
- Joaquin Rodrigo, spansk musiker og komponist.
- Joakim Skovgaard, dansk billedkunstner.

## Navnet anvendt i fiktion
- Joakim von And er en vigtig figur i Anders And-universet.